# Tourterelle côtière
Zenaida meloda
Espèce
Statut de conservation UICN

 LC  : Préoccupation mineure
La Tourterelle côtière (Zenaida meloda) ou tourterelle mélodieuse, est une espèce d'oiseaux appartenant à la famille des Columbidae.

## Description
Cet oiseau mesure 25 à 33 cm pour une masse de 216 g environ. Il ne présente pas de dimorphisme sexuel.
Il ressemble beaucoup à la Tourterelle à ailes blanches mais est plus pâle et plus gris : sa calotte est grise (au lieu de rose), tout comme la face et le cou (au lieu de chamois). Son bec est également plus court. Les cercles oculaires sont bleu lumineux.